# Архангельське (Денисовський район)
Арха́нгельське (каз. Архангельск) — село у складі Денисовського району Костанайської області Казахстану. Входить до складу Архангельського сільського округу.
Населення —  (2021; 446 у 2009, 543 у 1999,  у 1989).